# Francesco Trombadori

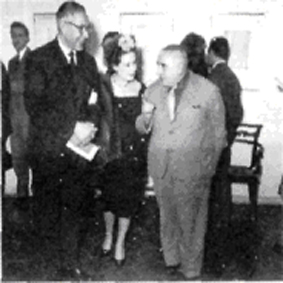
Mit Nunzio Sciavarrello

Francesco Trombadori (* 7. April 1886 in Syrakus als Francesco Trombatore; † 24. August 1961 in Rom) war ein italienischer Maler.

## Leben
Francesco Trombatore das erste von vier Kindern eines Buchhändlers, interessierte sich für Kunst und war fasziniert von Caravaggios Begräbnis der Hl. Lucia. 1907 zog er nach Rom und absolvierte Kurse an der dortigen Accademia di Belle Arti di Roma. Seine erste Ausstellung hatte er 1911 in seiner Geburtsstadt Syrakus, im Foyer des Teatro Comunale auf der Insel Ortygia. 
1913 änderte Trombatore seinen Namen in Trombadóri. 1914 zeigte er seine Werke auf der Zweiten Internationalen Schau der Secession. Unter dem Pseudonym Franz d’Ortigia illustrierte er das Buch Piccolo mondo dannunziano von Ermanno Amicucci.

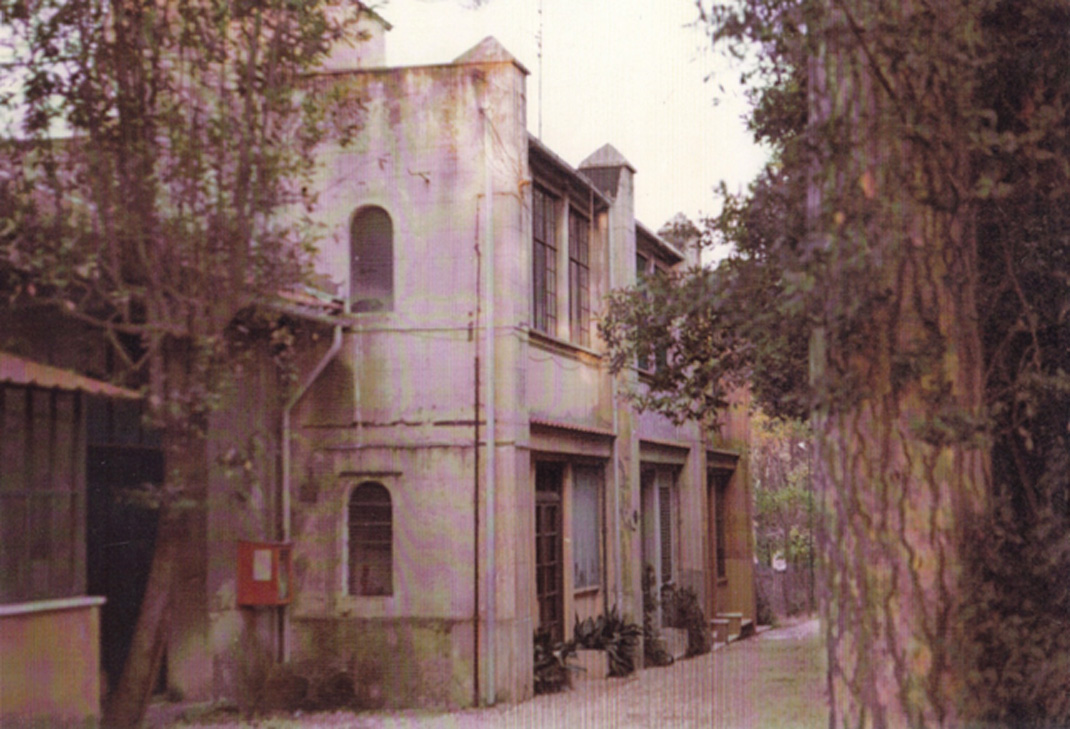
Studio Nr. 12, Villa Strohl-Fern

1915 zog Trombadori in den Krieg und wurde verwundet. 1919 bezog Trombadori ein Studio in der Villa Strohl-Fern. Zu Trombadoris Freundeskreis gehörten Giorgio de Chirico, Riccardo Francalancia, Carlo Socrate und Antonio Donghi. Ab 1924 war Trombadori auf der Biennale di Venezia zu sehen. 1926 war er als einziger Sizilianer Teil der ersten Ausstellung der Künstlergruppe Novecento in Mailand.
In den 1930er Jahren wurden seine Bilder auch im Ausland gezeigt (Buenos Aires, Stockholm, Oslo, auf der Exhibition of Contemporary Italian Painting in Baltimore). Gegen Ende des Zweiten Weltkriegs wurde Trombadori von der politischen Polizei verhaftet und verhört, da sein Sohn Antonello von der SS gesucht wurde. Francesco Trombadori starb in seinem Atelier in der Villa Strohl-Fern, wenige Monate nach seiner letzten Einzelausstellung. Seit 1985 steht Trombadoris Atelier Nr. 12 unter Denkmalschutz, enthält Einrichtungsobjekte aus der Epoche, mehrere Werke sowie das Archiv und die Bibliothek des Malers.